# Куровиці (Лодзинське воєводство)
Куровиці (пол. Kurowice) — село в Польщі, у гміні Бруйці Лодзький-Східного повіту Лодзинського воєводства.
Населення — 972 особи (2011).

## Демографія
Демографічна структура станом на 31 березня 2011 року:
|          | Загалом | Допрацездатний вік | Працездатний вік | Постпрацездатний вік |
| -------- | ------- | ------------------ | ---------------- | -------------------- |
| Чоловіки | 463     | 106                | 319              | 38                   |
| Жінки    | 509     | 101                | 310              | 98                   |
| Разом    | 972     | 207                | 629              | 136                  |